# Clarkson (samhälle)
Clarkson är ett samhälle i Australien. Det ligger i regionen Wanneroo och delstaten Western Australia, omkring 32 kilometer nordväst om delstatshuvudstaden Perth. Antalet invånare är 7 082.
Runt Clarkson är det mycket tätbefolkat, med 1 411 invånare per kvadratkilometer.. Närmaste större samhälle är Wanneroo, omkring 10 kilometer sydost om Clarkson. 
Genomsnittlig årsnederbörd är 820 millimeter. Den regnigaste månaden är juli, med i genomsnitt 142 mm nederbörd, och den torraste är januari, med 11 mm nederbörd.